# 蔡撙
蔡撙（467年—523年），字景節，濟陽郡考城縣（今河南省商丘市民權縣東）人。南朝宋、南齊、南梁政治人物。

## 生平
南朝宋左光禄大夫、開府儀同三司蔡興宗之子。蔡撙年轻时与兄长蔡寅一起知名。南齐时，选补国子生，举高第，任司徒法曹行参軍。
南齐左衛将軍王俭选府僚，以蔡撙为主簿。历任建安王文学，司徒主簿、左西属。西昌侯蕭鸞为鎮軍将軍，召蔡撙为從事中郎。之后历任中書侍郎、中軍長史、給事黄門侍郎。母亲去世，結廬墓旁服喪。齐末多難，他见朝廷昏乱，服喪结束後，继续住在墓所。被任命为太子中庶子、太尉長史，没有就任。
南梁建国，任侍中，出任臨海郡太守。郡民杨元孙无子，曾将婢女采兰典贴给同乡黄权，约定好如果生子，算是杨家人，同时杨家给黄家一笔用于哺乳的酬金。黄权死后，杨元孙找黄权妻子吴氏要求赎还母子共五人。吴氏背约不肯归还。杨元孙就上诉，蔡撙判归杨元孙。吴氏会巫术，贿赂蔡撙的妾室，蔡撙再判吴氏获胜。杨元孙击登闻鼓上告，蔡撙被有司弹劾。蔡撙因为事件連座左遷太子中庶子，引以为耻，不再谈钱。再任侍中，出任吴興郡太守。
天監九年（510年），宣城郡郡吏吴承伯聚集祆教信徒攻打宣城郡，殺害太守朱僧勇。吴承伯转攻旁县，翻过山攻打吴興郡，聚集二万人，襲擊郡城。吴興郡军民不习兵革，吏民因恐慌逃散，并请蔡撙避難。蔡撙堅守不動，召募勇敢人物固守郡城。蔡撙命人抗击吴承伯，在郡城城門作战，击破乱軍，在战場斬杀吴承伯，残党全被鎮压。以功加号信武将軍。
蔡撙被召還建康，担任度支尚書，转任中書令。出任信武将軍、晋陵郡。再召還任通直散騎常侍、国子祭酒。後转任吏部尚書。蔡撙女儿嫁给昭明太子萧统。梁武帝曾请大臣吃饼，蔡撙在坐。武帝多次喊他的呼姓名，蔡撙不回答，一直在吃饼。武帝感觉他负气，改喊蔡尚书，蔡撙放下筷子拿起执笏板，回答：“尔。”武帝问：“卿刚才怎么聋了，现在又怎么听见了？”他回答：“臣预为右戚，且职在纳言，陛下不应以名垂唤。”武帝有惭愧之色。再任侍中，兼秘書監。转任中書令，侍中如故。普通二年（521年）出任宣毅将軍、吴郡太守。普通四年（523年）蔡撙去世。享年五十七岁。追贈侍中、金紫光禄大夫、宣惠将軍。諡康子。

## 子女
- 子蔡彦熙，历任中書郎、宣城郡内史。
- 子蔡彥高，官至給事黃門侍郎，為蔡凝之父[1]
- 女蔡氏为南梁太子萧统正妃。

## 延伸阅读
[在维基数据编辑]
 《梁書·卷21》，出自姚思廉《梁書》